# Harry Nyquist
Harry Nyquist (tên đầy đủ Harry Theodor Nyquist; phát âm theo tiếng Anh: [nʏ:kvɪst], không phải [naɪkwɪst] như thường lệ), (7/2/1889 – 4/4/1976) là một nhà khoa học có nhiều đóng góp quan trọng cho ngành lý thuyết thông tin.

## Đời tư
Nyquist sinh ra tại giáo xứ Stora Kil, Nilsby, Värmland, Thuỵ Điển. Bố mẹ ông là Lars Jonsson Nyqvist (sinh năm 1847) và Katrina Eriksdotter (sinh năm 1857). Bố mẹ ông có bảy người con: Elin Teresia, Astrid, Selma, Harry Theodor, Aemelie, Olga Maria, và Axel. Không ai trong 7 người con đó được rửa tội. Ông di cư tới Mỹ năm 1907.

## Học vấn
Ông vào học Trường Đại học Bắc Dakota năm 1912 và lần lượt lấy bằng cử nhân khoa học và thạc sĩ khoa học chuyên ngành kỹ sư điện vào năm 1914 và 1915. Ông lấy bằng Tiến sĩ vật lý tại Đại học Yale năm 1917.

## Sự nghiệp
Ông làm việc cho phòng nghiên cứu và phát triển AT&T từ 1917 đến 1934, và tiếp tục làm việc ở đó, khi nó được chuyển thành Bell Telephone Laboratories trong cùng năm, cho đến khi về hưu vào 1954.
Nyquist được nhận huân chương IRE Medal of Honor vào năm 1960 cho "những đóng góp cơ bản để định lượng khái niệm nhiễu do nhiệt, truyền số liệu và vòng phản hồi âm." 
Vào tháng 10 năm 1960 ông được nhận huân chương Stuart Ballantine Medal do Viện Franklin cấp "vì những phân tích lý thuyết và những phát minh thực tiễn trong lĩnh vực hệ thống truyền thông trong suốt 40 năm, đặc biệt, là công trình đầu tiên trong lý thuyết truyền vô tuyến, nhiễu do nhiệt trong chất dẫn điện, và những đóng góp trong hệ thống phản hồi." 
Vào năm 1969, ông nhận được huân chương của Học viện kỹ thuật quốc gia "ghi nhận những đóng góp nền tảng của ông cho kỹ thuật."
Nyquist sống ở Pharr, Texas sau khi về hưu, và mất tại Harlingen, Texas vào 4/4/1976.

## Đóng góp cho kỹ thuật
Là một kỹ sư tại Phòng thí nghiệm Bell, Nyquist thực hiện nhiều nghiên cứu quan trọng về nhiễu do nhiệt (Nhiễu Johnson–Nyquist), độ ổn định của bộ khuếch đại hồi tiếp, vô tuyến, fax, vô tuyến truyền hình, và các vấn đề truyền thông quan trọng khác. Cùng với Herbert E. Ives, ông đã phát triển máy fax đầu tiên của AT&T và công bố vào năm 1924. Năm 1932, ông xuất bản bài báo kinh điển về độ ổn định của bộ khuếch đại phản hồi. Ngày nay có thể tìm thấy Tiêu chuẩn ổn định Nyquist trong nhiều sách giáo khoa về lý thuyết điều khiển phản hồi.
Lý thuyết đầu tiên của ông về xác định băng thông cần thiết cho truyền tin đã đặt cơ sở cho những tiến bộ sau này bởi Claude Shannon, dẫn đến những phát triển của ngành lý thuyết thông tin.
Năm 1927 Nyquist xác định số xung độc lập có thể truyền qua một kênh vô tuyến trên một đơn vị thời gian bị giới hạn bằng hai lần băng thông của kênh đó. Nyquist công bố kết quả nghiên cứu của mình trong bài báo những đề tài đã biết trong Lý thuyết truyền tín hiệu vô tuyến (1928). Quy tắc này là một đối ngẫu của định lý lấy mẫu Nyquist–Shannon mà ta thấy hiện nay.